# Chaintré
Chaintré és un municipi francès, situat al departament de Saona i Loira i a la regió de Borgonya - Franc Comtat. L'any 2007 tenia 530 habitants.

## Demografia

### Població
El 2007 la població de fet de Chaintré era de 530 persones. Hi havia 209 famílies, de les quals 45 eren unipersonals (20 homes vivint sols i 25 dones vivint soles), 74 parelles sense fills, 82 parelles amb fills i 8 famílies monoparentals amb fills.
La població ha evolucionat segons el següent gràfic:
Habitants censats

### Habitatges
El 2007 hi havia 255 habitatges, 209 eren l'habitatge principal de la família, 22 eren segones residències i 24 estaven desocupats. 220 eren cases i 32 eren apartaments. Dels 209 habitatges principals, 166 estaven ocupats pels seus propietaris, 36 estaven llogats i ocupats pels llogaters i 7 estaven cedits a títol gratuït; 4 tenien una cambra, 2 en tenien dues, 18 en tenien tres, 59 en tenien quatre i 126 en tenien cinc o més. 179 habitatges disposaven pel capbaix d'una plaça de pàrquing. A 96 habitatges hi havia un automòbil i a 104 n'hi havia dos o més.

### Piràmide de població
La piràmide de població per edats i sexe el 2009 era:
| Homes | Edats   | Dones |
| ----- | ------- | ----- |
| 0     | 95 o +  | 0     |
| 0     | 90 a 94 | 4     |
| 4     | 85 a 89 | 0     |
| 0     | 80 a 84 | 4     |
| 8     | 75 a 79 | 8     |
| 8     | 70 a 74 | 12    |
| 4     | 65 a 69 | 16    |
| 16    | 60 a 64 | 8     |
| 20    | 55 a 59 | 12    |
| 20    | 50 a 54 | 24    |
| 16    | 45 a 49 | 12    |
| 8     | 40 a 44 | 4     |
| 8     | 35 a 39 | 28    |
| 44    | 30 a 34 | 32    |
| 20    | 25 a 29 | 8     |
| 20    | 20 a 24 | 8     |
| 20    | 15 a 19 | 12    |
| 12    | 10 a 14 | 8     |
| 28    | 5 a 9   | 20    |
| 4     | 0 a 4   | 32    |

## Economia
El 2007 la població en edat de treballar era de 348 persones, 279 eren actives i 69 eren inactives. De les 279 persones actives 261 estaven ocupades (145 homes i 116 dones) i 17 estaven aturades (5 homes i 12 dones). De les 69 persones inactives 23 estaven jubilades, 25 estaven estudiant i 21 estaven classificades com a «altres inactius».

### Ingressos
El 2009 a Chaintré hi havia 209 unitats fiscals que integraven 525 persones, la mediana anual d'ingressos fiscals per persona era de 21.181 €.

### Activitats econòmiques
Dels 69 establiments que hi havia el 2007, 1 era d'una empresa extractiva, 1 d'una empresa alimentària, 4 d'empreses de construcció, 31 d'empreses de comerç i reparació d'automòbils, 1 d'una empresa de transport, 10 d'empreses d'hostatgeria i restauració, 2 d'empreses d'informació i comunicació, 3 d'empreses financeres, 2 d'empreses immobiliàries, 11 d'empreses de serveis, 2 d'entitats de l'administració pública i 1 d'una empresa classificada com a «altres activitats de serveis».
Dels 11 establiments de servei als particulars que hi havia el 2009, 2 eren tallers de reparació d'automòbils i de material agrícola, 2 fusteries, 1 electricista, 1 perruqueria i 5 restaurants.
Dels 16 establiments comercials que hi havia el 2009, 6 eren botigues de roba, 1 una botiga de roba, 1 una botiga d'equipament de la llar, 1 una sabateria, 5 botigues de mobles i 2 botigues de material de revestiment de parets i terra.
L'any 2000 a Chaintré hi havia 35 explotacions agrícoles que ocupaven un total de 144 hectàrees.

## Equipaments sanitaris i escolars
El 2009 hi havia una escola elemental.

## Poblacions més properes
El següent diagrama mostra les poblacions més properes.